# ماری-آن کلام
ماری-آن کلام (استونیایی: Mari-Ann Kelam؛ زادهٔ ۲۶ ژوئن ۱۹۴۶) سیاستمدار و نماینده سابق مجلس اهل استونی است.